# 中央門街道
中央門街道（ちゅうおうもんがいどう）は、南京市鼓楼区の街道。現行行政地名は中央門街道紫竹林社区、中央門街道青石村社区などの社区12個がある。

## 行政区画
12街道を管轄する。
| 番号 | 社区名       | 番号 | 社区名       |
| ---- | ------------ | ---- | ------------ |
| 01   | 工人新村社区 | 07   | 勧業路社区   |
| 02   | 観音里社区   | 08   | 頌徳里社区   |
| 03   | 匯林緑洲社区 | 09   | 天正和鳴社区 |
| 04   | 将軍廟社区   | 10   | 新門口社区   |
| 05   | 模範馬路社区 | 11   | 紫竹林社区   |
| 06   | 三牌楼社区   | 12   | 青石村社区   |

## 施設
・介護施設：
・図書館：

### 交通
・地下鉄の駅：

### 教育
・大学：
・中学：
・小学：

### 医療
・病院：

### 娯楽
・体育館：